# Oskarżeni. Śmierć sierżanta Karosa
Oskarżeni. Śmierć sierżanta Karosa – spektakl telewizyjny Sceny Faktu Teatru Telewizji z 2007 w reżyserii Stanisława Kuźnika, opowiadające o wydarzeniach związanych z postrzeleniem i śmiercią sierżanta milicji Zdzisława Karosa w lutym 1982.
W dramacie wykorzystano piosenki: "Przesłuchanie anioła" z muzyką Przemysława Gintrowskiego, do słów Zbigniewa Herberta, w wykonaniu Przemysława Gintrowskiego oraz "Pamiętam ciebie z tamtych lat" z muzyką Wojciecha Trzcińskiego, słowami Bogdana Olewicza w wykonaniu Krzysztofa Krawczyka.

## Fabuła
Dwóch członków podziemnej organizacji Siły Zbrojne Polski Podziemnej zaatakowało 18 lutego 1982 w warszawskim tramwaju milicjanta Zdzisława Karosa. Chcieli odebrać funkcjonariuszowi broń. Karos został postrzelony i zmarł w szpitalu 23 lutego. Autorzy przedstawienia ukazali działalność organizacji, przygotowania do akcji, postawę duszpasterza organizacji ks. Sylwestra Zycha. Spektakl przedstawia zarówno dramat rodziny sierżanta Karosa, jak i grupy młodych mieszkańców Grodziska Mazowieckiego oskarżonych w procesie grodziskim.

## Obsada
- Mateusz Banasiuk jako Robert Chechłacz
- Łukasz Chrzuszcz jako Tomasz Łupanow
- Tomasz Błasiak jako Stanisław Matejczuk
- Antoni Pawlicki jako Andrzej Hybik
- Bartosz Turzyński jako Tadeusz Właszczuk
- Olga Sarzyńska jako Anna Pyszczak
- Maria Niklińska jako Agata Syrokomla
- Rafał Dąbrowski jako Jarosław Węcławski
- Damian Łukawski jako Marek Czarnecki
- Jarosław Sacharski jako Józef Serwaciński
- Mateusz Grydlik jako Krzysztof Michalak
- Michał Macioch jako Tomasz Krekora
- Marcin Łabno jako Sławek
- Rafał Opaliński jako Włodzimierz Hybik
- Jakub Wieczorek jako ks. Sylwester Zych
- Leszek Lichota jako sierż. Zdzisław Karos
- Krzysztof Dracz jako Cezary Towiński
- Natalia Rybicka jako Beata Towińska
- Władysław Kowalski jako Józef Zapilaj
- Leon Charewicz jako ks. Lucjan Rutkowski
- Dorota Nowakowska jako pani Jadzia
- Radosław Pazura jako prok. Janusz Obara
- Sławomir Orzechowski jako Wiesław Matejczuk
- Grzegorz Damięcki jako oficer przesłuchujący ks. Zycha
- Maria Mamona jako Leokadia Matejczuk
- Agata Wątróbska jako Ewa Matejczuk
- Maria Robaszkiewicz-Kowarska jako Monika Właszczuk
- Katarzyna Dziurka jako pielęgniarka
- Karolina Piechota jako Aśka
- Joanna Gryga jako dziewczyna w tramwaju
- Anna Gzyra jako dziewczyna w ciąży, pielęgniarka, matka z synem
- Jarosław Gruda jako chorąży Stanisław Paduch
- Robert Czebotar jako lekarz
- Jan Kuźnik jako Grzegorz Właszczuk
- Grzegorz Wojdon jako sędzia

W pozostałych rolach:
Jarosław Gajewski, Tomasz Dedek, Mirosław Zbrojewicz, Wojciech Wysocki, Waldemar Obłoza, Michał Breitenwald, Paweł Ciołkosz, Michał Gadomski, Robert Jarociński, Kazimierz Mazur, Zbigniew Moskal, Sławomir Pacek, Jan Pęczek, Jacek Pluta, Piotr Rękawik, Piotr Szrajber